# 金堤 (翻譯家)
金隄（1921年—2008年11月7日），浙江吴兴人，翻译家，《尤利西斯》中文首译者。

## 生平
金隄于1945年自国立西南联合大学外文系毕业后，出任美国驻华新闻处翻译。1947年任北京大学英语助教、文科研究所研究生。中国人民解放军占领北平后加入第四野战军南下工作团。此后又任中央军委机关编译。1955年进入《中国建设》英文杂志社任翻译。1957年起任教于南开大学。1977年调往天津外国语学院任职。
1978年在中国社会科学院之邀下开始翻译詹姆斯·乔伊斯的著名长篇小说《尤利西斯》。1982年前往美国居住，继续从事《尤利西斯》的翻译工作。1993年在台湾九歌出版社出版《尤利西斯》上卷，成为《尤利西斯》的首部中译本。几个月后萧乾、文洁若夫妇翻译的《尤利西斯》出版，金隄此后也因此与萧乾夫妇间发生了一些恩怨。
金隄还曾在牛津大学、耶鲁大学、圣母大学、德莱赛大学、弗吉尼亚大学、全美人文学科研究中心、华盛顿大学、俄勒冈大学等担任过研究员、客座教授等职。2008年在美国逝世。

## 译作
- 《绿光》Л Сболев（人民文学出版社，1959年）
- 《神秘的微笑》Aldous Huxley（天津百花文艺出版社，1984年）
- 《尤利西斯》（人民文学出版社，1994 ）

## 荣誉
- 1986年获得天津社会科学院社会科学研究著作二等奖（《论翻译》）。
- 1988年获得天津社会科学院社会科学研究著作一等奖（《西方文学的一部奇书》）。
- 1994年获得台湾1993读书人最佳书奖（《尤利西斯》）。
- 1997年获得中国作家协会鲁迅文学奖——全国优秀文学翻译彩虹奖。
- 1998年获得新闻出版署优秀外国文学图书奖一等奖（《尤利西斯》）。
- 2001年被中国翻译协会授予“资深翻译家”荣誉称号。
- 2005年获得爱尔兰翻译家协会荣誉会员称号。